# Et in Arcadia ego
Et in Arcadia ego (ungefär "Även i Arkadien, jag" eller "Och i Arkadien, jag") är en latinsk fras som framför allt är förknippad med två målningar av Nicolas Poussin. 

## Målningar
Redan 1618–1622 målade Giovanni Francesco Barbieri en tavla med detta motiv och namn. I målningen är frasen Et in Arcadia ego inskriven under en dödskalle (se galleri nedan). Den franske barockkonstnären Nicolas Poussin (1594–1665) målade kort därefter två tavlor på samma tema. Den första målningen utfördes 1627 och är utställd på Chatsworth House i England. Den mest berömda är den andra versionen som också benämns Les bergers d'Arcadie. Den målades 1638–1640 och ingår i Louvrens samlingar i Paris. Poussin var i större delen av sitt liv bosatt i Rom och kände en förpliktelse mot antikens och renässansens skönhetsideal, som var hans ledstjärna när han målade sina steriliserade landskap. Målningarna skildrar idealiserade herdar från den klassiska antiken som står vid en sarkofag och försöker tyda inskriften Et in Arcadia ego. 

## Begreppet
Frasen Et in Arcadia ego är ett memento mori som vanligen tolkas som "Även i Arkadien finns jag", uttalat av den personifierade Döden. Frasen påminner oss om att vi inte kan undfly döden, inte ens i den perfekta världen Arkadien. Poussins biograf André Félibien tolkade frasen som "Personen som blivit begraven här har varit i Arkadien", där Arkadien ses symboliskt som en plats för lycksalighet. Från början var dock Arkadien ett landskap på Peloponnesos i Grekland. I kulturen har Arkadien ofta symboliserat landet av lycka och harmoni, där människor levde i fred med gudarna och naturen. 
Temat är hämtat från Vergilius Bucolica, och populariserades under renässansen, framför allt genom Jacopo Sannazaros bukoliska dikt Arcadia (1504). Arkadien, Sannazaro, och dessa tavlor fick betydelse för framväxandet av den pastorala diktningen, som bland annat företräddes hos preciositeten och Philip Sidney (The Countess of Pembroke's Arcadia, 1580)
Frasen alluderas ofta till i skönlitteratur, filmer och konst. Till exempel har Charles Ryder, huvudpersonen i Evelyn Waughs roman En förlorad värld, på sitt studentrum i Oxford såsom dekoration en dödskalle med denna devis inskriven i pannan. Under senare år har denna figurerat i böcker som Holy Blood, Holy Grail och Da Vincikoden.

## Galleri

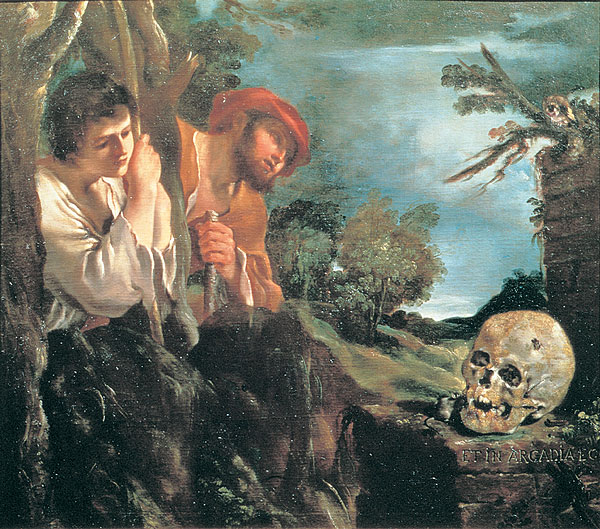
Giovanni Francesco Barbieris Et in Arcadia ego (1618–1622), utställd på Galleria Nazionale d'Arte Antica i Palazzo Barberini i Rom.
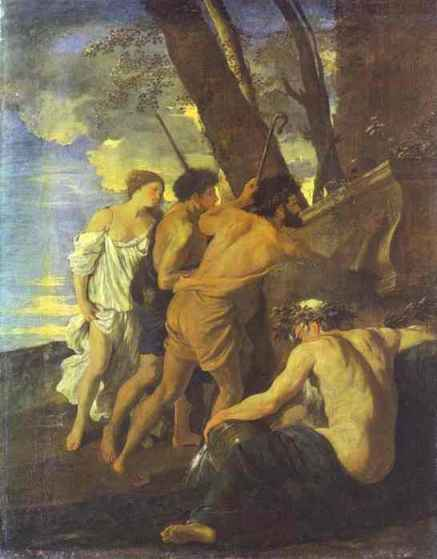
Nicolas Poussins Et in Arcadia Ego (1627), Chatsworth House.